# Namsai
Namsai (en hindi: नाम्साई ) es una localidad de la India en el distrito de Lohit, estado de Arunachal Pradesh.

## Geografía
Se encuentra a una altitud de 145 m s. n. m. a 282 km de la capital estatal, Itanagar, en la zona horaria UTC +5:30.

## Demografía
Según estimación 2010 contaba con una población de 16 142 habitantes.